# Хакім Сібгат Тазієвич
Хакім Сібгат Тазієвич (тат. Сибгат Хәким, справжнє прізвище — Хакімов; нар. 4 грудня 1911, Кулле-Кімі, Казанська губернія, Російська імперія — 3 серпня 1986, Казань, Татарстан) — радянський татарський поет. Член ВКП (б) з 1943 року. Учасник Великої Вітчизняної війни. Батько Р. С. Хакімова.

## Біографія
Сібгат Хакім народився 4 (17 грудня) 1911 року в селі Кулле-Кімі (нині адміністративний центр муніципальної освіти «сільське поселення Кулле-Кімінське», Атнинський район, Республіка Татарстан) в бідній селянській родині. У 1931 році навчався на робітфаку в Казані, потім вступив до Казанського педагогічний інституту, який закінчив у 1937 році.
Призваний в Червону Армію в 1941 році, з травня 1942 року учасник бойових дій. За бойові заслуги командир взводу стрілецької роти 1243-го стрілецького полку 375-ї стрілецької дивізії лейтенант Хакімов в серпні 1943 року нагороджений орденом Червоної Зірки.
У 1963—1967 роках був членом Президії Верховної Ради Татарської АРСР. У 1965 році став секретарем Спілки письменників РРФСР.

## Творчість
Перші твори Хакіма були опубліковані в 1931 році. Окремою збіркою його вірші вийшли в 1938 році — «Перші пісні» («Беренче җирлар»). У 1939—1940 роках вийшли його поеми про Г. Тукая «Пара гнідих» («Пар ат») і «Дитинство поета» («Шагийрьнең балачаги»). У воєнні та повоєнні роки Хакім створив ряд творів про війну, героїзм, подвиги на фронтах і в тилу. Його перу належать поеми «Садівники» («Бакчачилар»), «Через кручі» («Үрләр аша», про будівництво нафтопроводу «Дружба»), «Дуга» (про Велику Вітчизняну війну). Також Хакімом були написані збірники поезії «За покликом Леніна» («Ленін фәрмани белән») і «З Леніним серце моє говорить» («Күңелем Ленін белән сөйләшә»).

## Нагороди і премії
- народний поет Татарської АРСР (1986)
- Державна премія імені Г. Тукая (1960)
- Державна премія РРФСР імені М. Горького (1970) — за поеми «Лист Леніну від селян села Кокушкіно», «За покликом Леніна» (1958), «З Леніним серце мені говорить» (1970) і вірші останніх років
- орден Леніна (15.12.1971)
- орден Жовтневої Революції (16.12.1981)
- орден Вітчизняної війни II ступеня (11.03.1985)
- орден Трудового Червоного Прапора (14.06.1957)
- орден Червоної Зірки (23.08.1943)
- медалі

## Пам'ять
Похований на Татарському кладовищі в Казані.
Його ім'я носить вулиця в Ново-Савиновському районі Казані.

## Видання російською мовою
- Вибране. Казань, 1952
- Вибране. М., 1984
- З піснею в серці. М., 1952
- Літня зоря. Казань, 1954
- Вірші і поеми. М., 1954
- Хвилювання і тривоги. Казань, 1957
- Щоденник неспокійної душі. М., 1960
- Квіти бурі. М., 1962
- Вірші. М., 1964
- Небо в очах. Казань, 1966
- Через кручі. М., 1968
- Вічні гілки. М., 1971
- Вірші останніх років. М., 1973
- Врата часів. М., 1977
- Вся синь весни. М., 1981
- Десять ключів на горі. Казань, 1981
- Близька далина. М., 1985